# Jerzy Michalak (samorządowiec)
Jerzy Andrzej Michalak (ur. 11 października 1974 we Wrocławiu) – polski samorządowiec i prawnik. W latach 2010–2014 radny miejski Wrocławia. Od lutego 2014 do grudnia 2014 wicemarszałek województwa dolnośląskiego. Od grudnia 2014 do listopada 2018 radny Sejmiku Województwa Dolnośląskiego i członek zarządu województwa.

## Życiorys

### Wykształcenie i działalność zawodowa
Ukończył IX Liceum Ogólnokształcące im. Juliusza Słowackiego we Wrocławiu. Jest absolwentem Uniwersytetu Europejskiego Viadrina we Frankfurcie nad Odrą i Uniwersytetu im. Adama Mickiewicza w Poznaniu. Po odbyciu aplikacji we Wrocławskiej Izbie Adwokackiej otworzył własną kancelarię. Prowadził Biuro Poradnictwa Obywatelskiego, udzielając darmowych porad z zakresu prawa cywilnego, administracyjnego i karnego. 23 stycznia 2019 został członkiem rady nadzorczej w Polkowickim Centrum Usług Zdrowotnych.

### Działalność samorządowa
W wyborach samorządowych w 2010 startował do rady miejskiej Wrocławia z ramienia KWW Rafała Dutkiewicza. Uzyskał mandat, zdobywając 1488 głosów. Jako radny był przewodniczącym Komisji ds. Osiedli. Pracował również w komisjach Rozwoju Przestrzennego i Architektury oraz Praworządności i Bezpieczeństwa. Zainicjował projekt Wrocławskiego Budżetu Obywatelskiego.
W lutym 2014, na skutek zawiązania koalicji w sejmiku województwa pomiędzy Platformą Obywatelską a jego macierzystym Obywatelskim Dolnym Śląskiem, został wicemarszałkiem województwa dolnośląskiego. Jednocześnie zrzekł się mandatu radnego miejskiego.
W wyborach samorządowych w 2014 startował do sejmiku (z listy PO, na mocy porozumienia ODŚ z tą partią). Zdobył mandat radnego, uzyskując 6825 głosów. W grudniu 2014 został wybrany na członka zarządu województwa dolnośląskiego. Podlegały mu departamenty zdrowia i promocji województwa oraz infrastruktury. W marcu 2016 opuścił w sejmiku klub PO, współtworząc klub radnych Bezpartyjni Samorządowcy, który w lipcu tego samego roku przekształcił się w Dolnośląski Ruch Samorządowy, a ten w czerwcu 2018 ponownie w klub BS. W wyborach w 2018 Jerzy Michalak kandydował na prezydenta Wrocławia z ramienia własnego komitetu Bezpartyjny Ruch Obywatelski, zajmując 4. miejsce spośród 10 kandydatów. Startował także do rady miasta, jednak jego komitet pomimo przekroczenia progu wyborczego nie uzyskał mandatów. Funkcję członka zarządu województwa pełnił do grudnia 2018, po czym w lutym 2019 został dyrektorem Dolnośląskiej Instytucji Pośredniczącej.
Od marca 2022 do lutego 2023 pełnił stanowisko Doradcy Zarządu ds. kluczowych projektów w Kolejach Dolnośląskich. W marcu 2023 rozpoczął pracę jako Dyrektor Departamentu Rozwoju Aglomeracji w Urzędzie Marszałkowskim Województwa Dolnośląskiego.
18 września 2023 roku ogłosił swój start do Senatu w okręgu numer 8, jako kandydat ugrupowania Bezpartyjni Samorządowcy.

## Życie prywatne
Jest żonaty, ma dwoje dzieci.